# Axinella minor
Axinella minor är en svampdjursart som beskrevs av Thomas 1981. Axinella minor ingår i släktet Axinella och familjen Axinellidae. Inga underarter finns listade i Catalogue of Life.